# 前九龍英童學校
22°18′05.61″N 114°10′19.75″E / 22.3015583°N 114.1721528°E

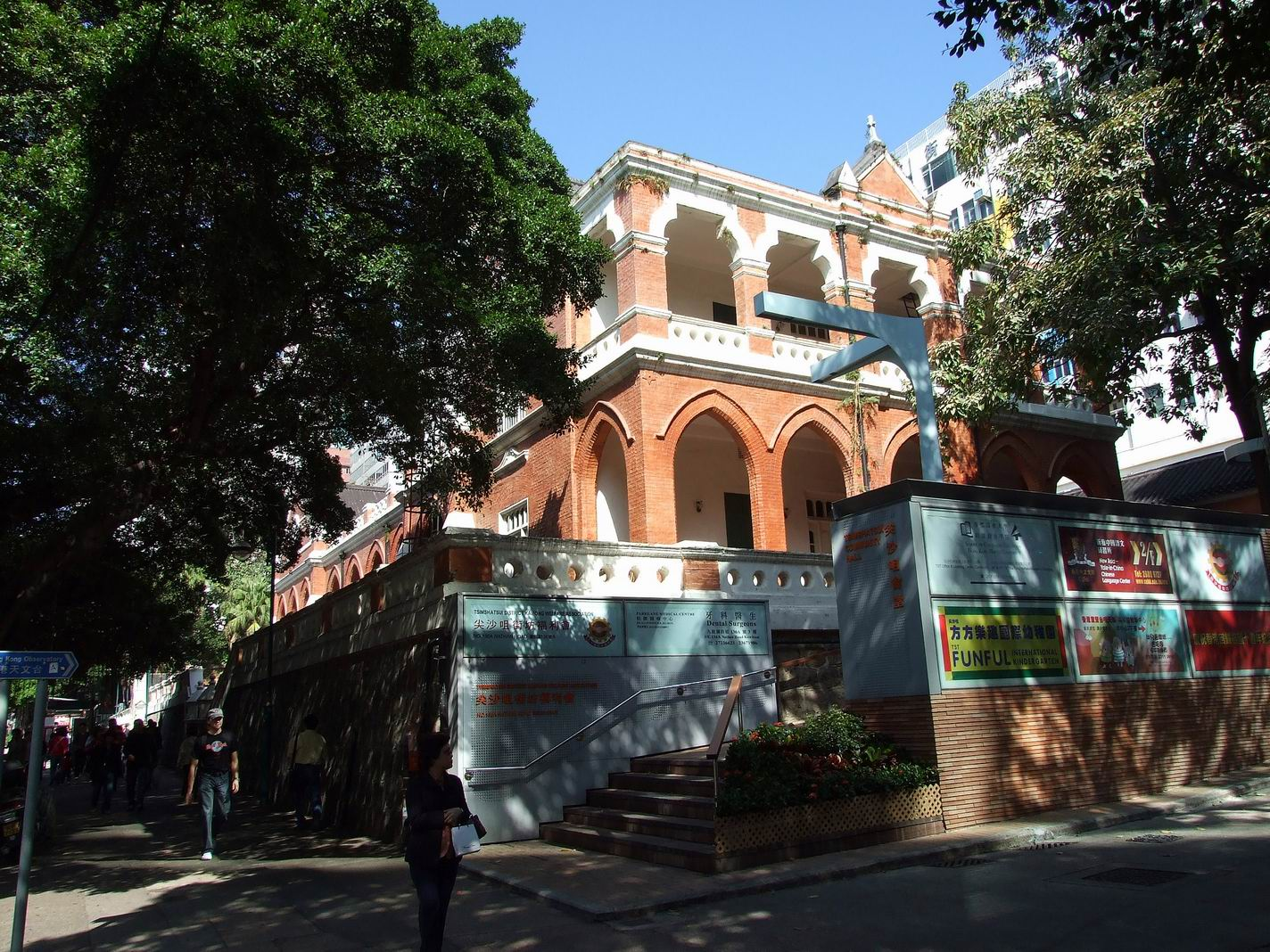
前九龍英童學校

前九龍英童學校是香港現存最古老的英童學校建築，位於九龍尖沙咀彌敦道，聖安德烈堂南側，現已被列為香港法定古蹟，並用作古物古蹟辦事處的文物資源中心。

## 歷史
九龍英童學校於1894年開幕，最初名為九龍書院（Kowloon College），後來更名為九龍英童學校（Kowloon British School），1902年4月19日再易名為中央英童學校（Central British School），學生主要是居港英國人子女，亦有少數華人子弟就讀，但由於沒有華文課程，華人大多不會入讀該校。現存校舍於1900年動工興建，同年7月20日由當時香港總督卜力奠基，於1902年4月19日落成啟用。學校初期為小學，有 60 多名外籍小學生。1910年代起，該校改為中學，有外籍中學生 300 多人。九龍英童學校於1930年遷到何文田天光道新校舍，並於1948年改名為英皇佐治五世學校。尖沙咀街坊福利會於1957年開始租用校舍作為會址，直到1991年遷出。
該校舍由1991年7月19日起定為香港法定古蹟，受香港法例第53章《古物及古蹟條例》保護，並於1992年進行全面復修，現改成古物古蹟辦事處辦公室及文物資源中心。

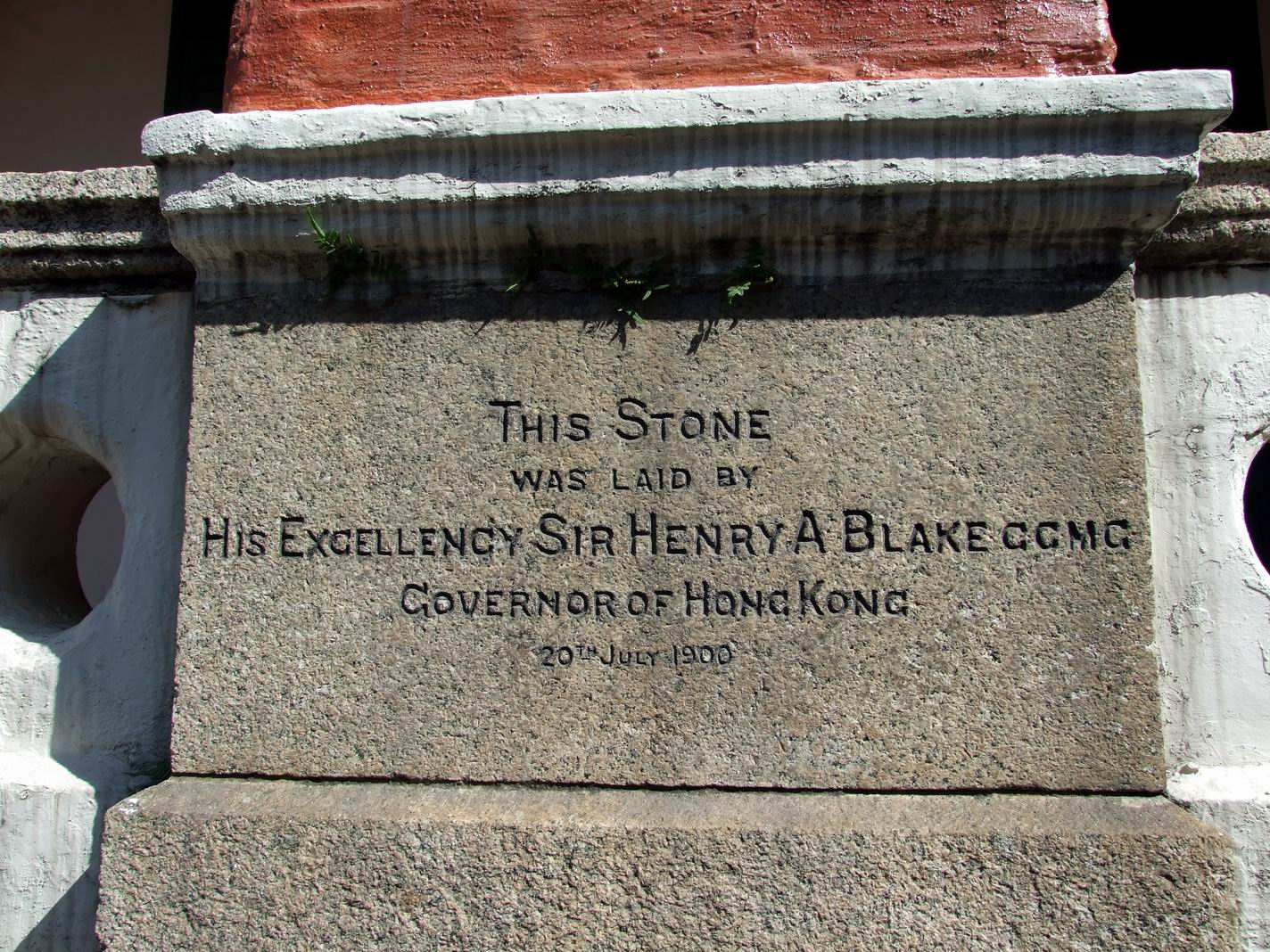
奠基石
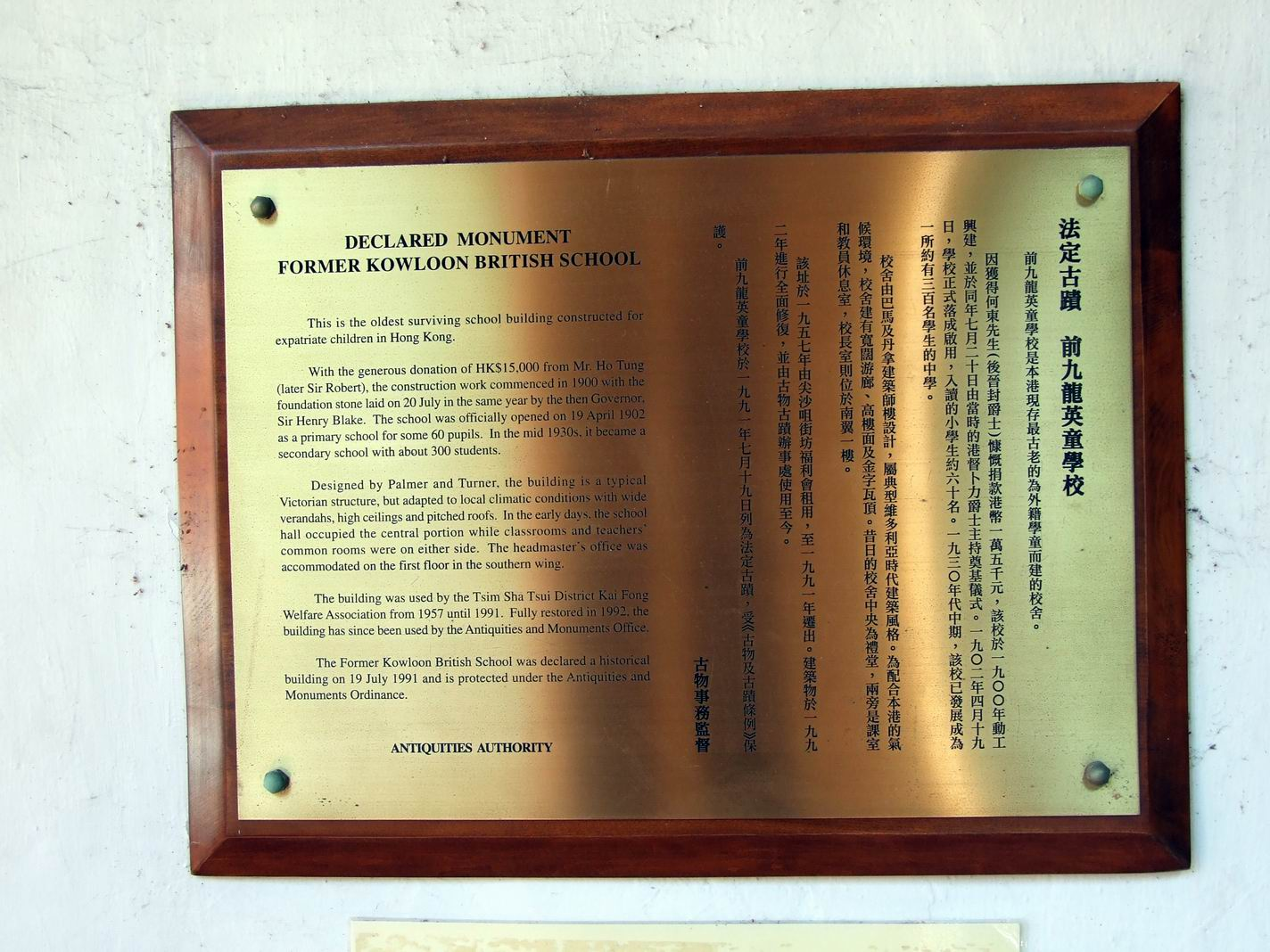
法定古蹟牌匾

## 建築

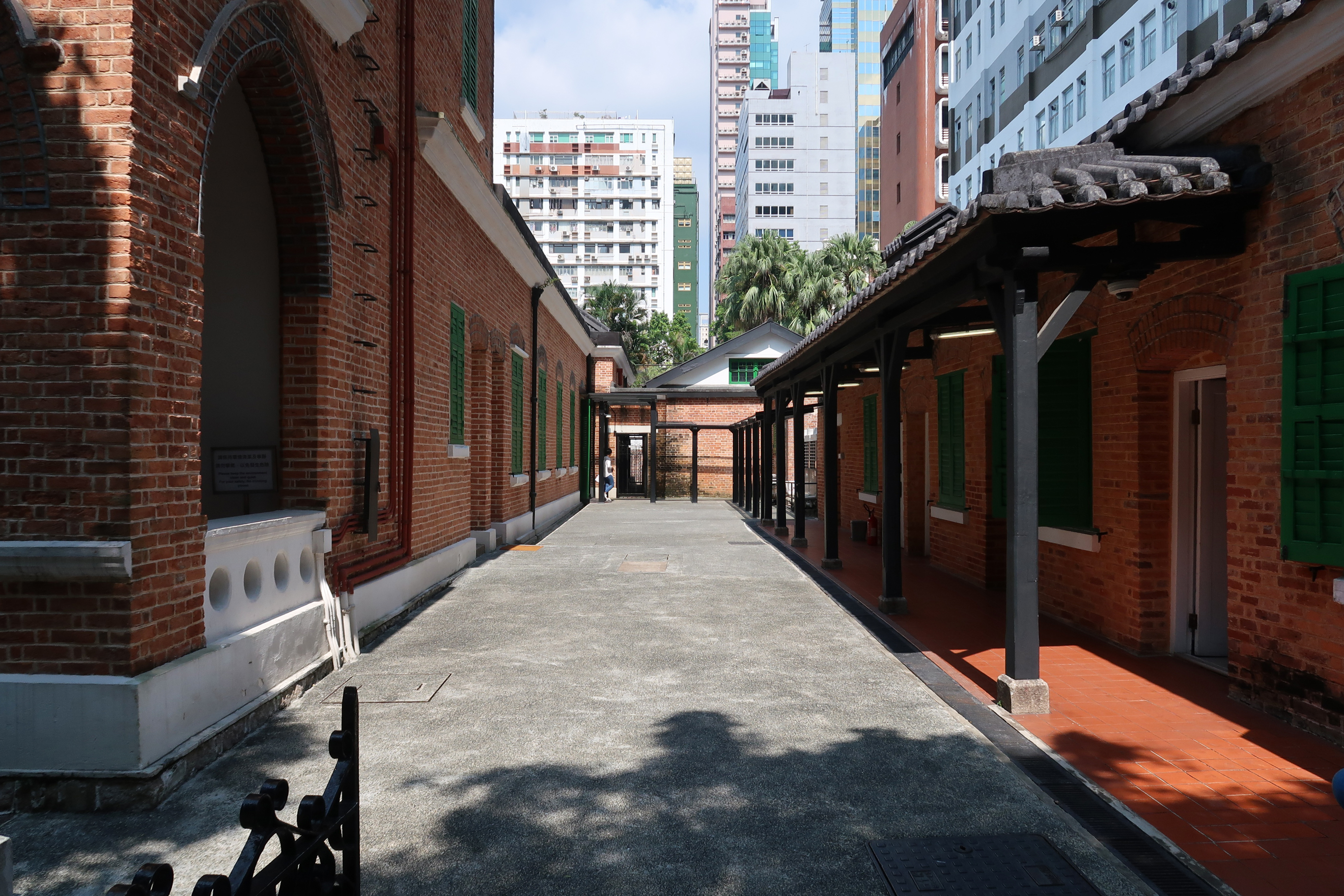
後排的建築

前九龍英童學校校舍為典型維多利亞時代建築，但亦因應香港氣候環境，建有寬闊游廊，高樓底和金字瓦頂等，四週有游廊環繞。
校舍右首（南翼）高兩層；中部及左首（北翼）則高一層。校舍中央設有禮堂，兩邊則為課室和教員室，二樓則是校長室。

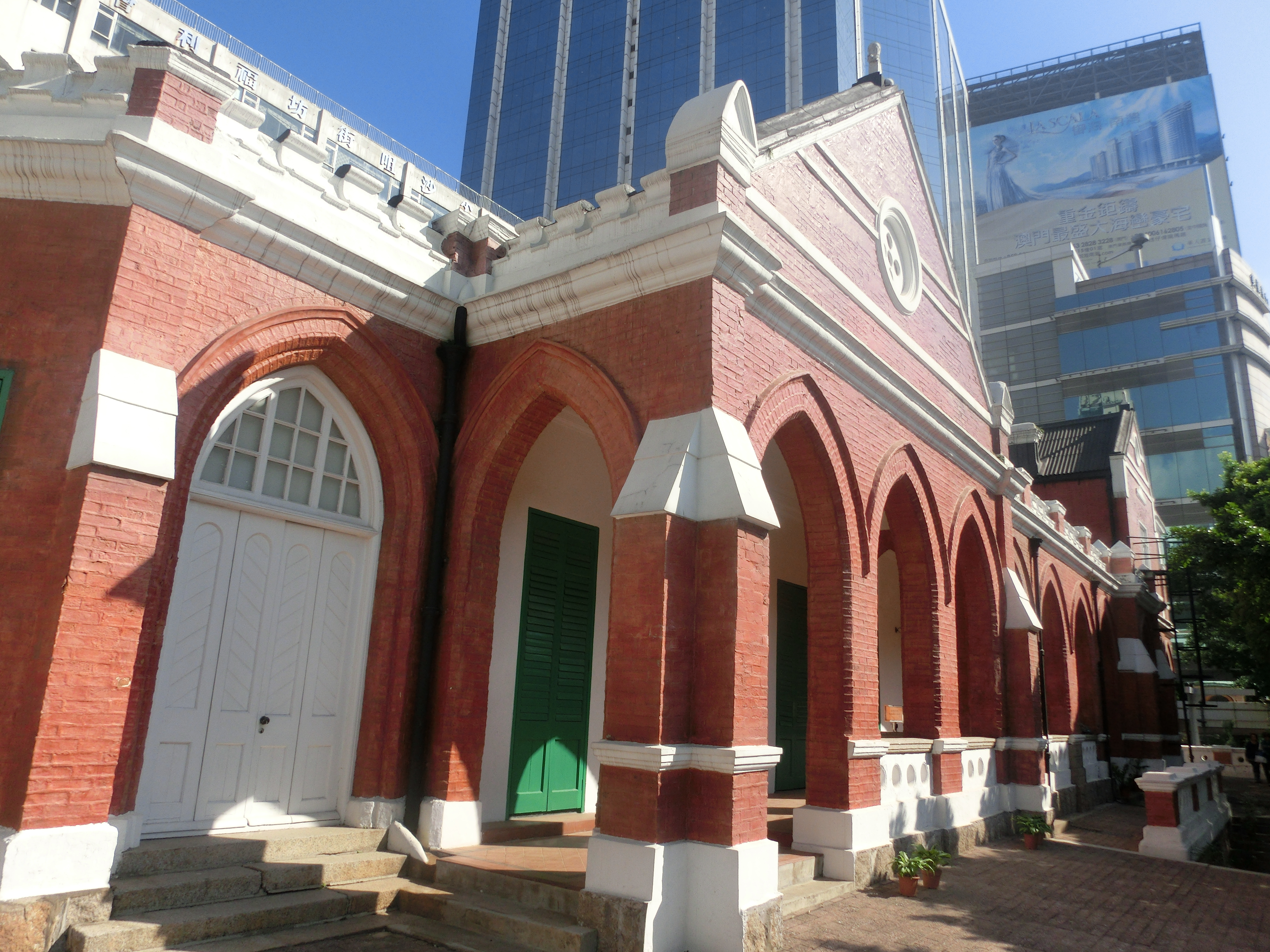
北翼
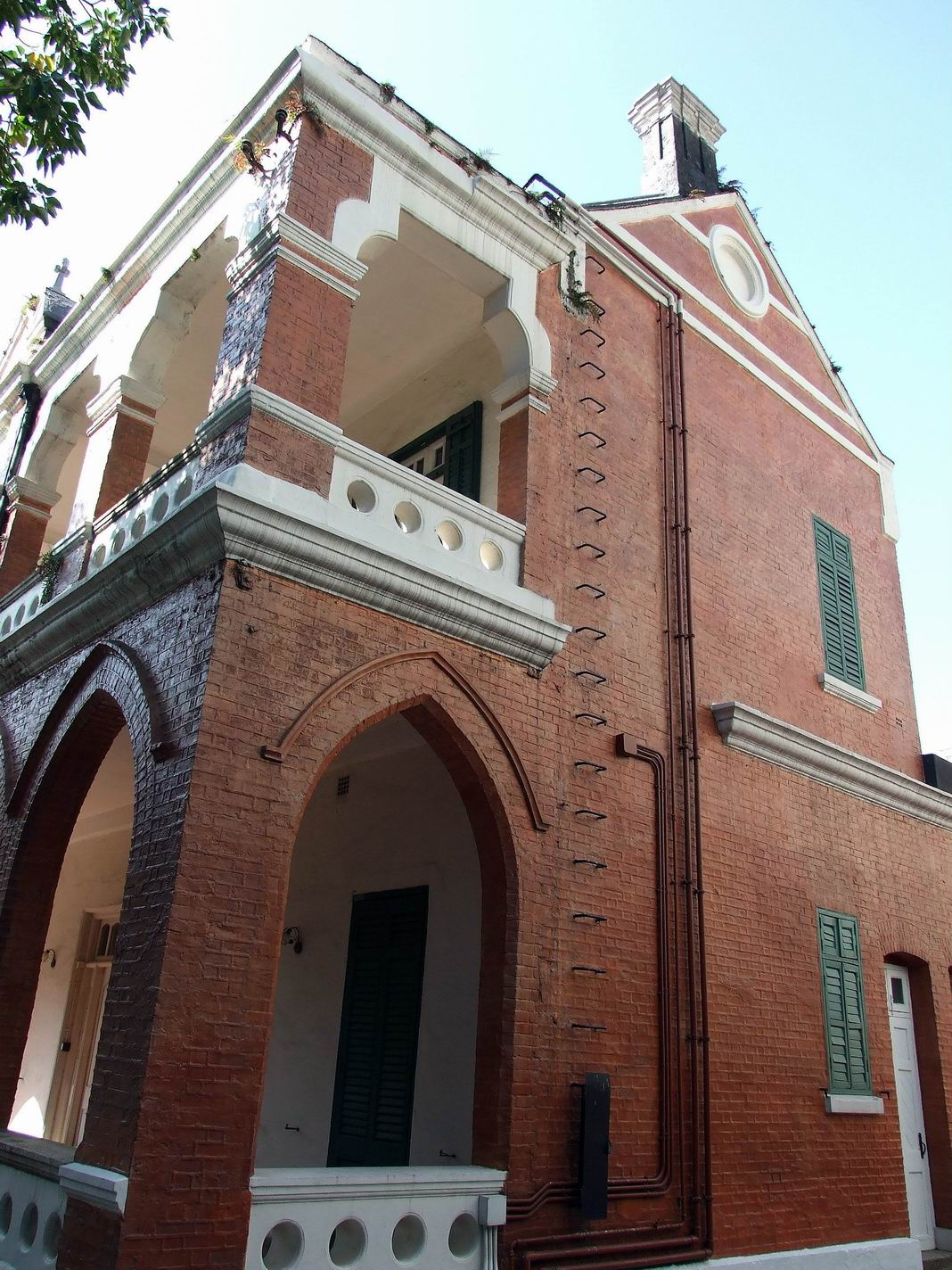
南翼
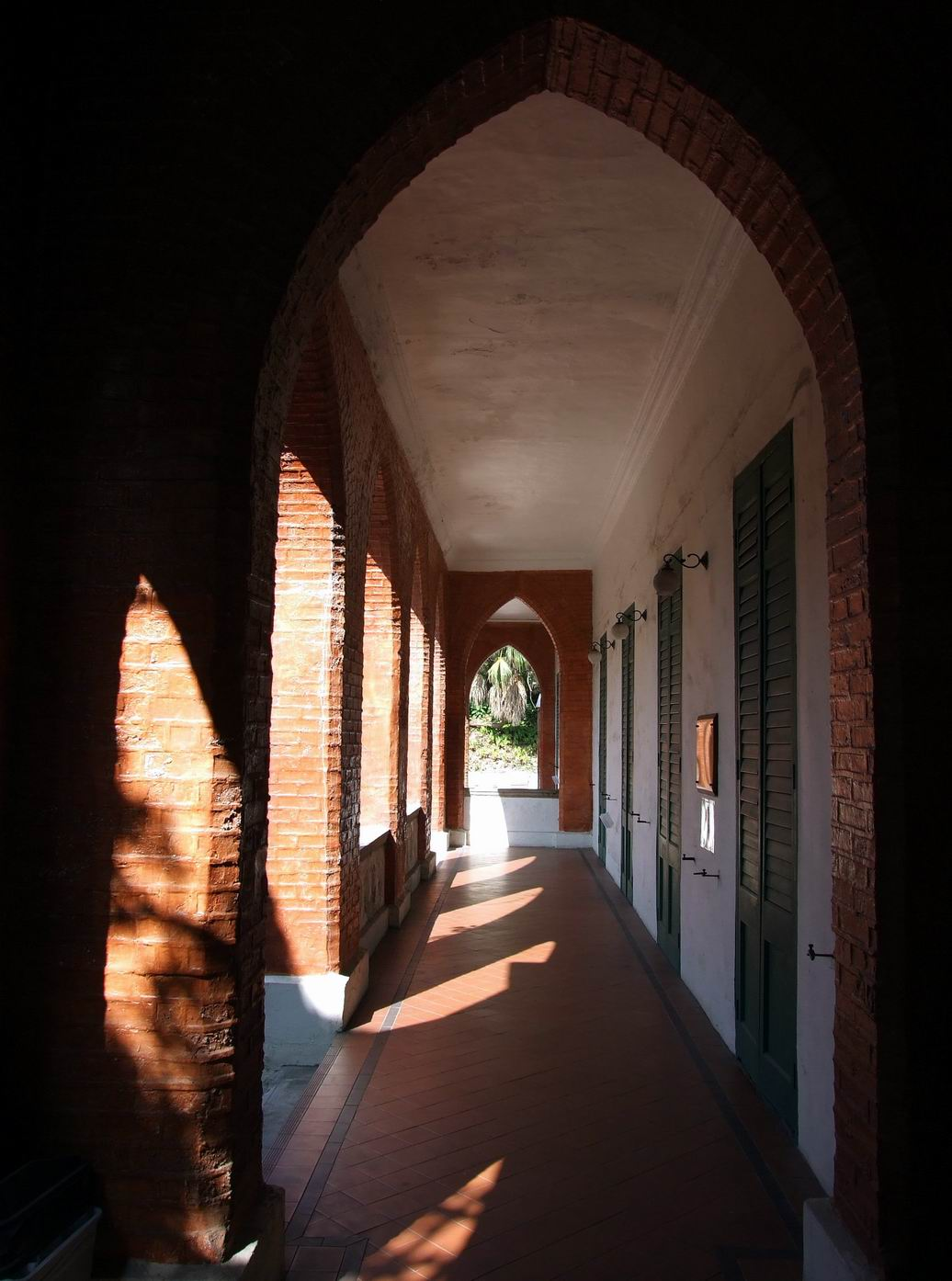
前方游廊
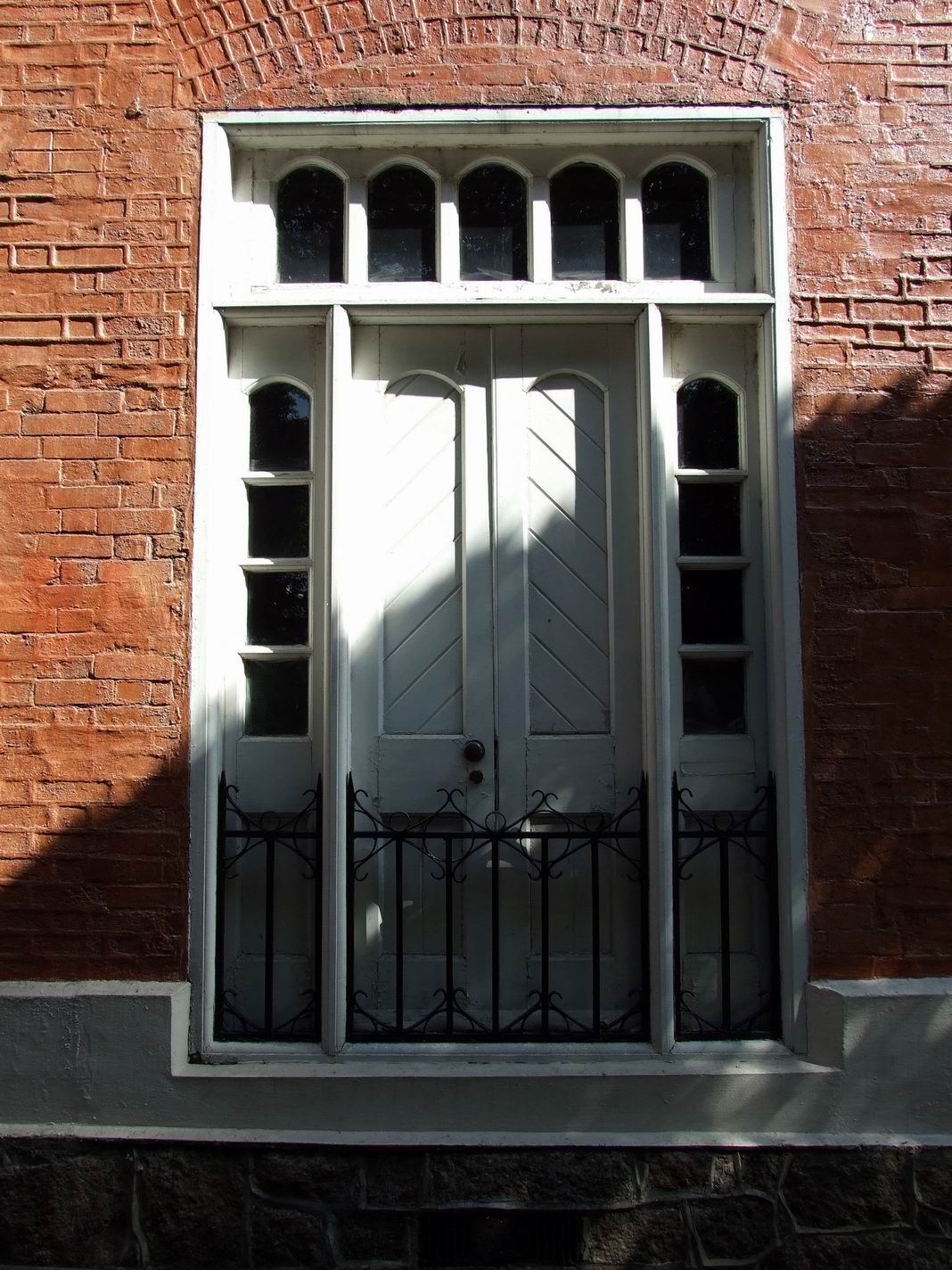
窗戶

## 外部連結
- 【閒遊古蹟】紅磚瓦頂在城中 前九龍英童學校︱kennechu.info （页面存档备份，存于）